# Estación de Badajoz
Badajoz es una estación de ferrocarril situada en la ciudad española de Badajoz, en la comunidad autónoma de Extremadura, a escasos kilómetros de la frontera con Portugal. El recinto se ubica al noroeste del centro urbano, en la margen derecha de la ciudad, en el barrio de San Fernando. 
En 2023 sus servicios ferroviarios de Media Distancia fueron utilizados por 123 673 pasajeros mientras que el servicio de Larga Distancia tuvo 149 351 pasajeros, sumando un total de 273 024 pasajeros.

## Situación ferroviaria
La estación, que se encuentra situada a 189,98 metros de altitud, forma parte del trazado de las siguientes líneas:
- línea férrea de ancho ibérico Ciudad Real-Badajoz, punto kilométrico 512,3.[2]
- línea férrea de ancho ibérico Badajoz-Frontera portuguesa, punto kilométrico 512,3.[2]

## Historia

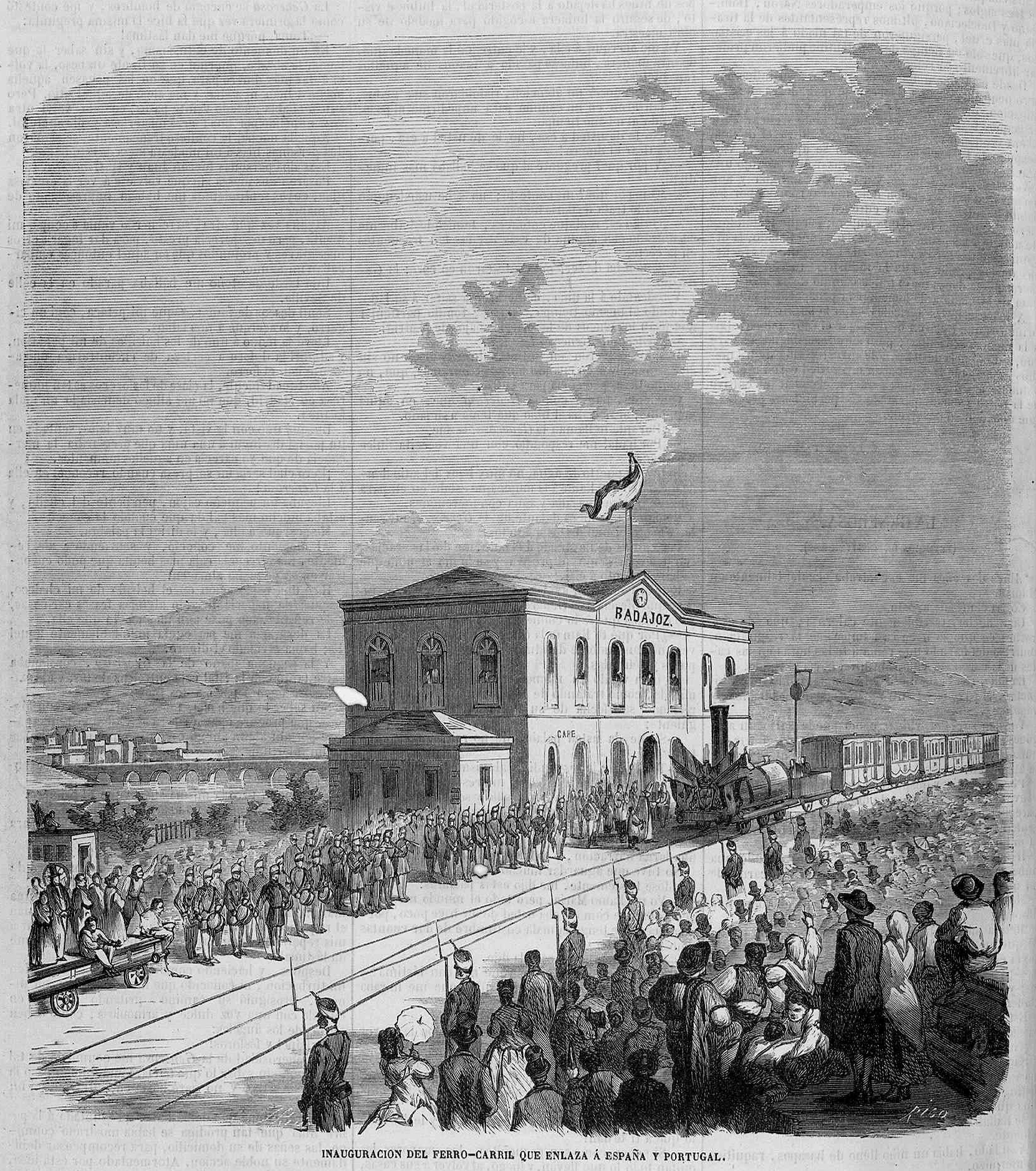
Inauguración de la línea de ferrocarril entre España y Portugal, grabado publicado el 9 de diciembre de 1866 en El Museo Universal.

Tras varios intentos fallidos y proyectos abandonados el 24 de octubre de 1859 salió a subasta la concesión de una línea de ferrocarril entre Ciudad Real y Badajoz que sí se haría realidad y fue adjudicada a José Forns el 5 de diciembre de ese mismo año.
En marzo de 1860 se iniciaron las obras de la estación de Badajoz. No fue hasta el 29 de noviembre de 1866 que la línea pudo ser inaugurada en su totalidad por la Compañía de Caminos de Hierro de Ciudad Real a Badajoz creada por Forns tras reunir los fondos necesarios para afrontar el proyecto. La puesta en marcha incluía los seis kilómetros que separaban la ciudad de Portugal. Con este tramo operativo la compañía decidió prolongar su línea hasta Madrid lográndolo el 3 de febrero de 1879. A pesar de sus esfuerzos por expandirse no pudo evitar ser absorbida el 8 de abril de 1880 por la potente Compañía de los Ferrocarriles de Madrid a Zaragoza y Alicante (generalmente abreviada como MZA).
El 1 de julio de 1941 la nacionalización de MZA supuso su desaparición y la estación pasó a ser gestionada por la recién creada RENFE hasta la separación de esta en Adif y Renfe Operadora el 31 de diciembre de 2004.
La antigua estación de ferrocarril fue demolida como parte del Plan Badajoz. Se iniciaron las obras en enero de 1968, coincidiendo con la clausura de la estación de Delicias y se terminó inaugurando en mayo de 1971 la estación que perdura a nuestros días, junto con el baipás para peatones y para coches.

## La estación

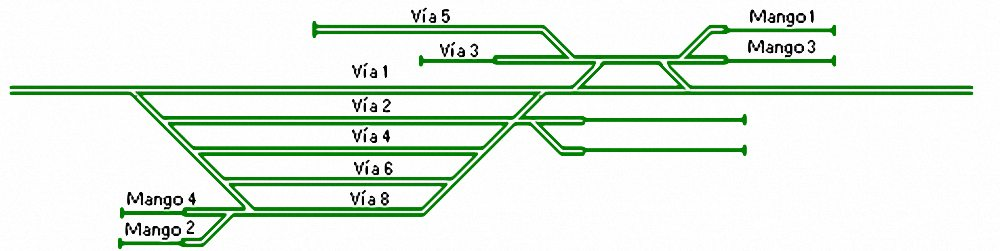
Distribución de las vías en la estación de ferrocarriles de Badajoz

El edificio de viajero de la estación de Badajoz es una estructura sobria y funcional situada en la margen derecha de la ciudad en el barrio de San Fernando. Dispone de dos andenes, uno lateral y otro central al que acceden cuatro vías. Cuenta con venta de billetes, atención al cliente, aseos y cafetería. Todo el recinto está equipado con servicios adaptados para las personas con discapacidad. En las inmediaciones se encuentra una oficina de correo, un estanco y distintas tiendas y servicios bancarios.

## Servicios ferroviarios

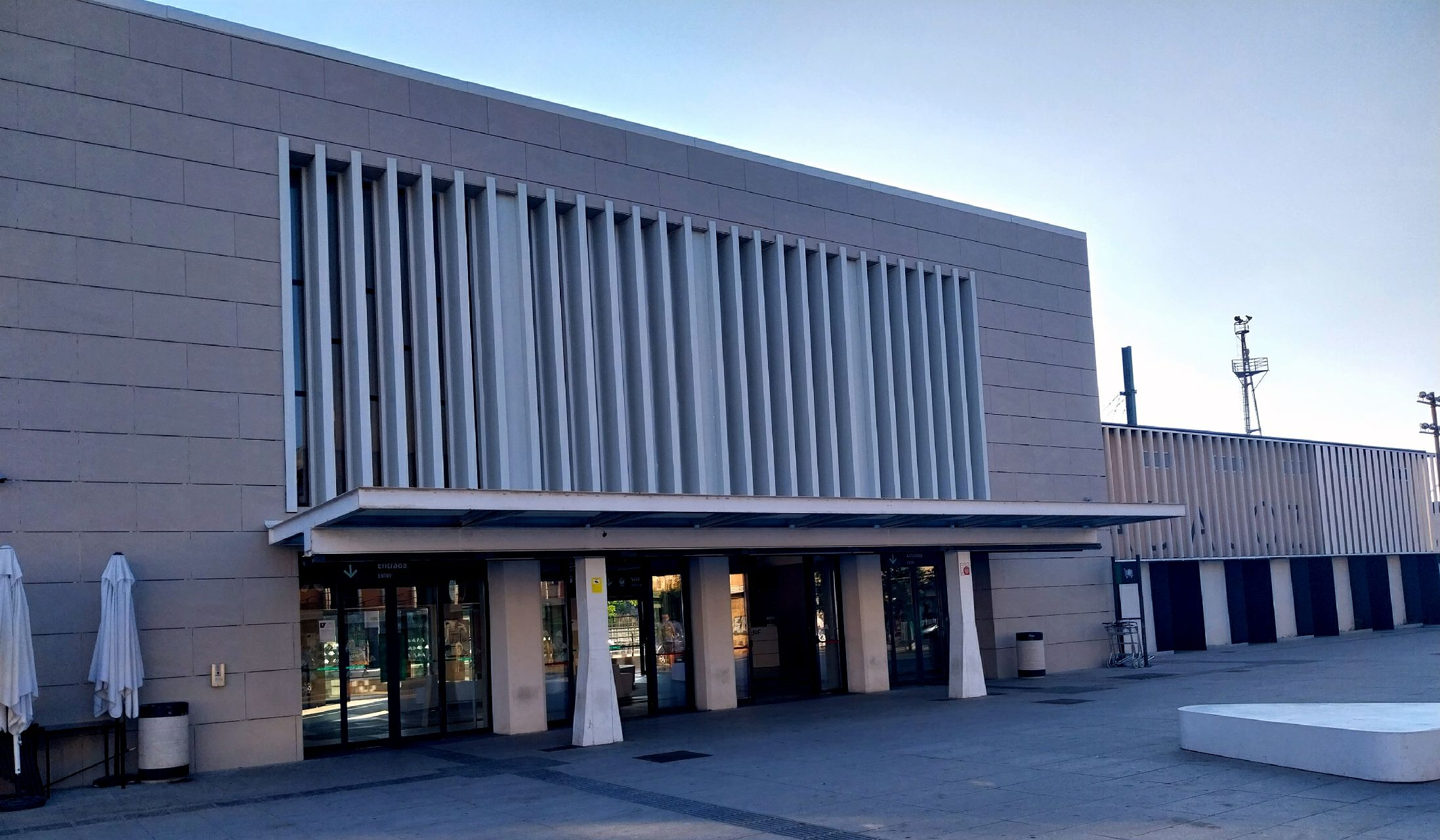
Exterior de la Estación

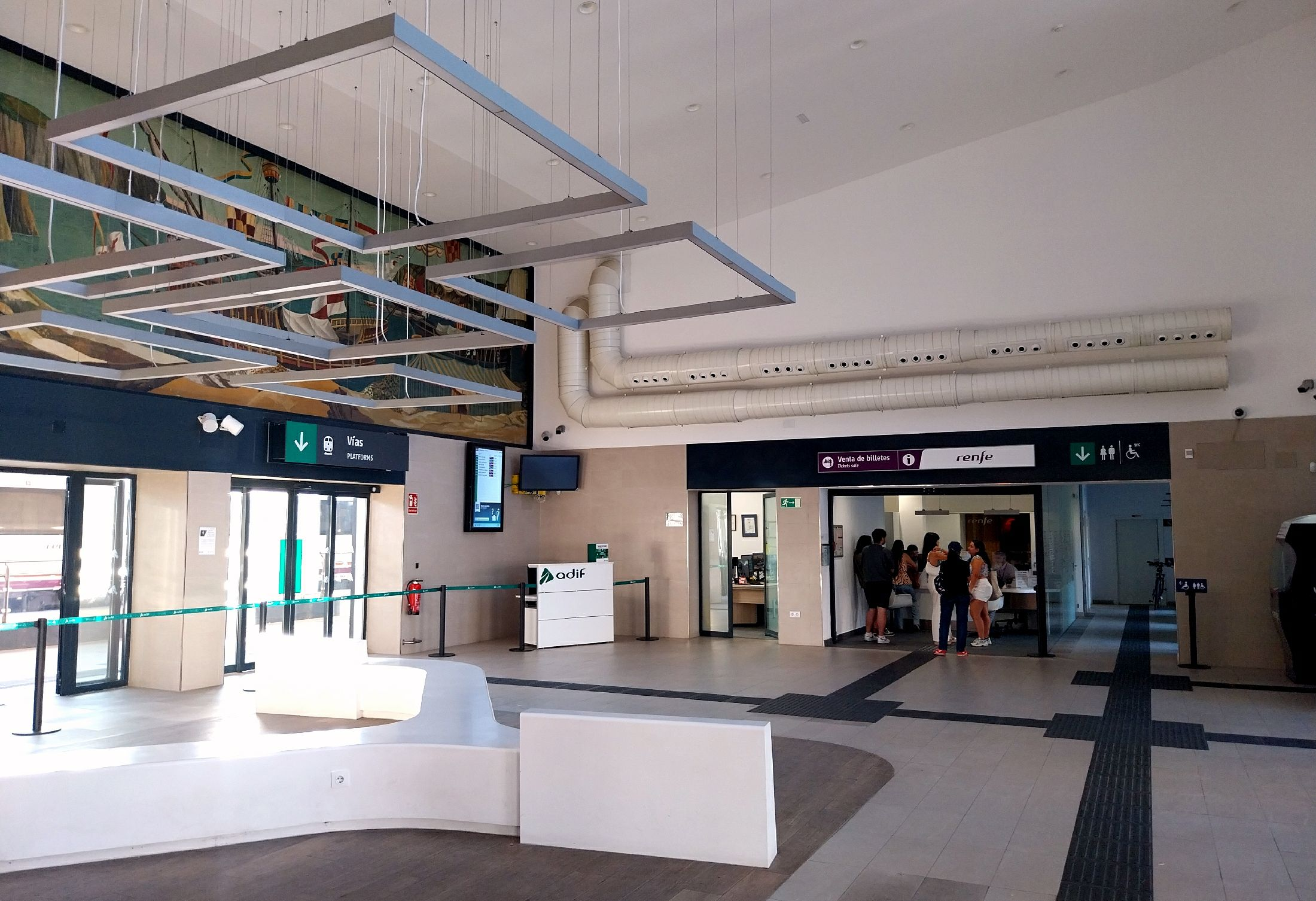
Interior de la Estación

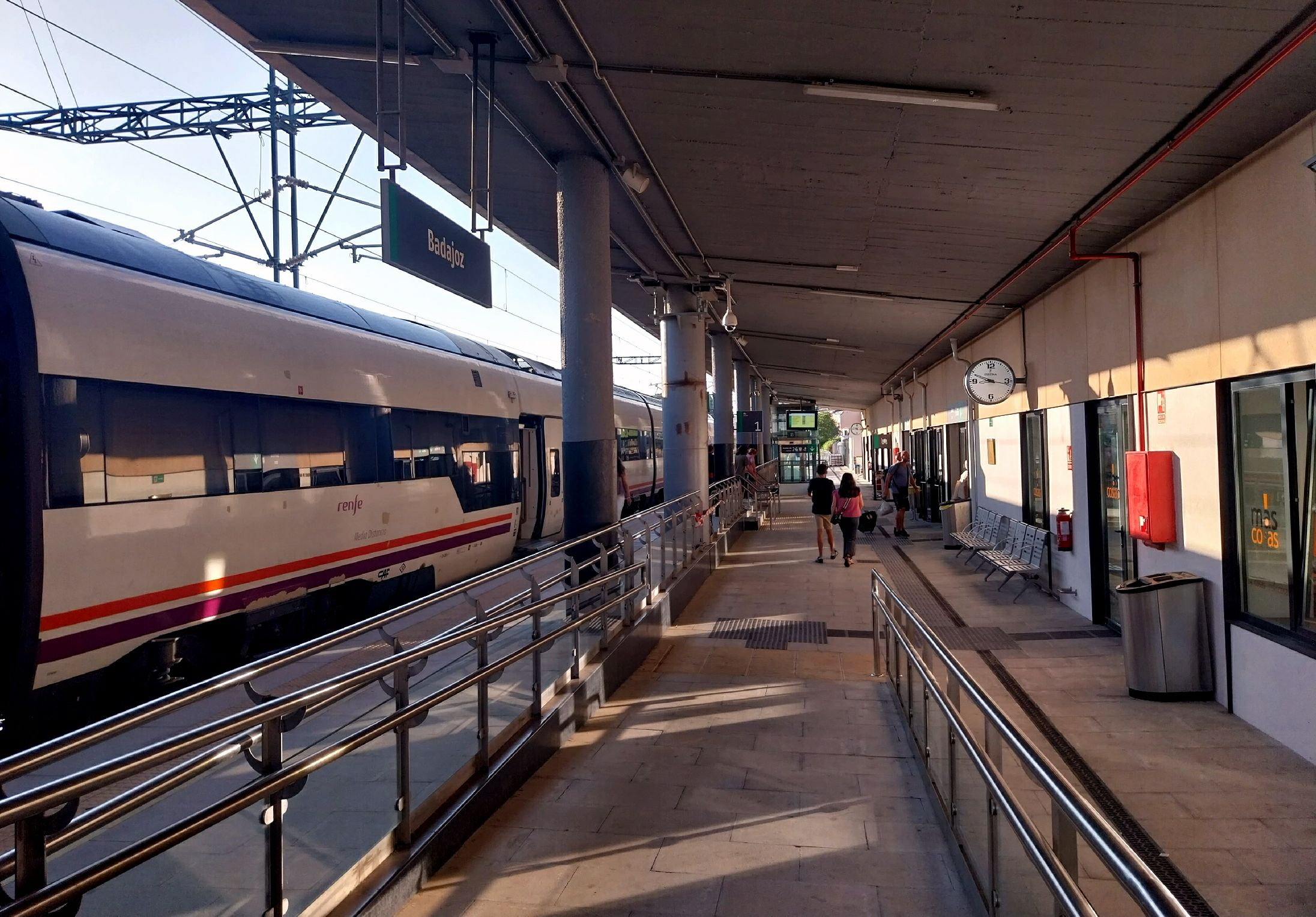
Andenes

### Media Distancia y Regional
La estación de Badajoz cuenta actualmente con 16 trenes de Media Distancia al día.
Renfe opera 12 trenes MD diarios que tienen los siguientes destinos: Alcázar de San Juan, Cáceres, Villanueva de la Serena, Puertollano y Cabeza del Buey.
La operadora ferroviaria portuguesa CP (Comboios de Portugal) opera 4 trenes Regional internacional diarios con destino a Entroncamento.
| Línea MD | Trenes          | Origen/Destino                                      | Frecuencias | Destino/Origen |
| -------- | --------------- | --------------------------------------------------- | --- | -------------- |
|          | MD              | Alcázar de San Juan Cáceres                         | 2 (1 tren por sentido a Alcázar) 4 (2 trenes por sentido a Cáceres, MD compartido con Intercity y Alvia destino Madrid) | Badajoz        |
|          |                 |                                                     | |                |
|          | Regional Exprés | Cabeza del Buey Puertollano Villanueva de la Serena | 2 (1 tren por sentido)                                                                                                  | Badajoz        |
|          | CP Regional     | Entroncamento                                       | 4 (2 trenes por sentido)                                                                                                | Badajoz        |